# Lalita Babar
Lalita Shivaji Babar (née le 2 juin 1989 dans le district de Satara) est une athlète indienne, spécialiste du steeple et des courses de fond.

## Carrière
Elle devient championne d'Asie en juin 2015 sur 3 000 m steeple. 
Lors des séries des Championnats du monde à Pékin, elle bat le record national d'Inde, en 9 min 27 s 86. Elle termine 8e de la finale en 9 min 29 s 61.
En 2016, elle abaisse son record à 9 min 27 s 09 lors de la Federation Cup à New Delhi. Aux Jeux olympiques, elle réalise 9 min 19 s 76 en série et termine 10e de la finale.

### Palmarès
| Date | Compétition           | Lieu           | Résultat | Marque        |
| ---- | --------------------- | -------------- | -------- | ------------- |
| 2014 | Jeux asiatiques       | Incheon        | 2e       | 9 min 35 s 37 |
| 2015 | Championnats d'Asie   | Wuhan          | 1re      | 9 min 34 s 13 |
| 2015 | Championnats du monde | Pékin          | 8e       | 9 min 29 s 64 |
| 2016 | Jeux olympiques       | Rio de Janeiro | 10e      | 9 min 22 s 74 |

### Records
| Épreuve         | Performance   | Lieu           | Date         |
| --------------- | ------------- | -------------- | ------------ |
| 3 000 m steeple | 9 min 19 s 76 | Rio de Janeiro | 13 août 2016 |